# Lipom

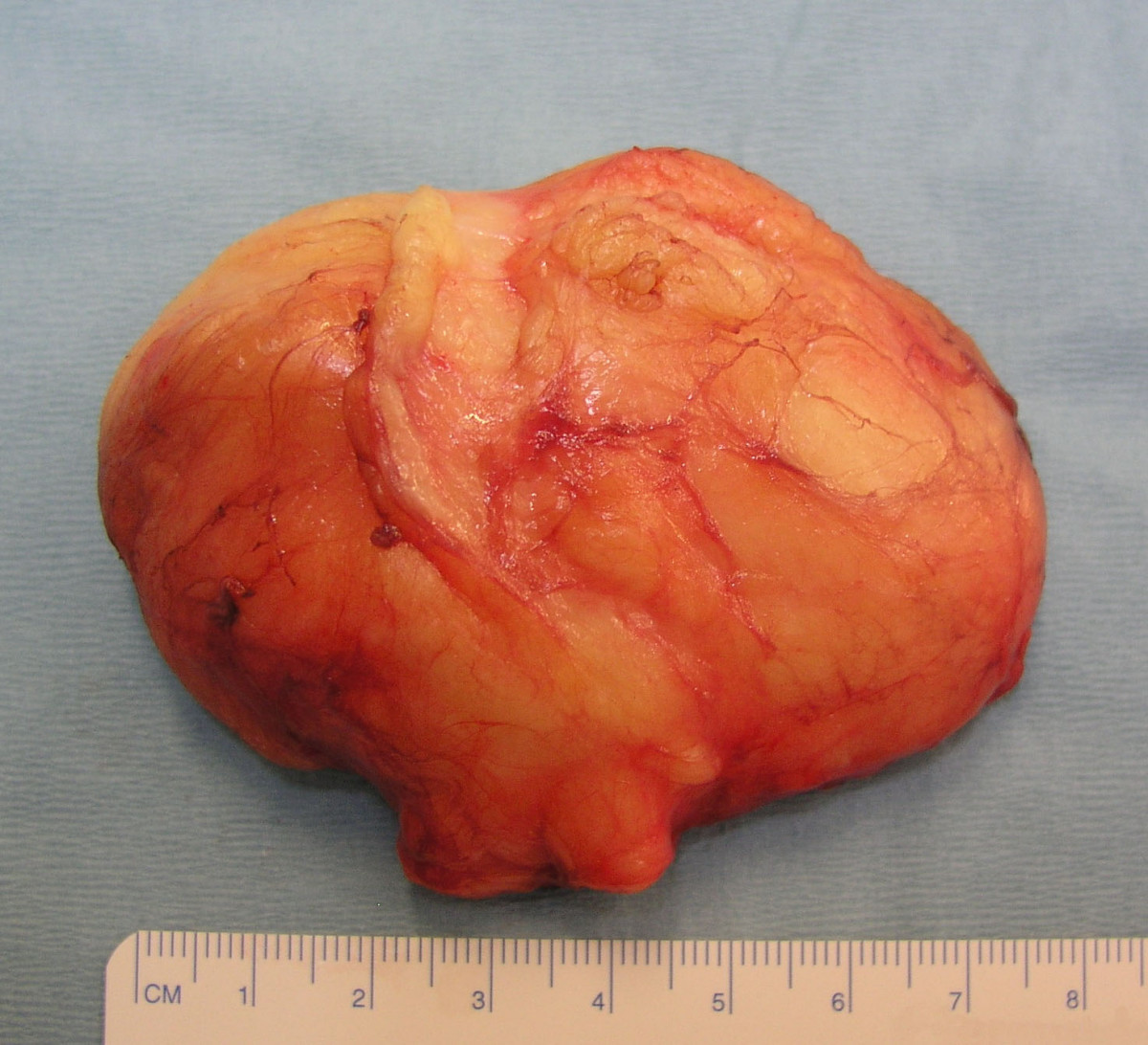
Excidovaný lipom o rozměrech 8×6×3 cm

Lipom (zastarale tučník) je benigní tumor vycházející z bílé tukové tkáně, který obvykle vzniká v podkožní tukové tkáni. Patří mezi běžné mezenchymální tumory. Vrchol incidence se nachází mezi čtyřicátým a šedesátým rokem, častěji se vyskytují u mužů. Četnější výskyt lipomů je pozorován u obézních pacientů.
Klinicky se lipom manifestuje jako nebolestivé léze velikosti mezi 1 a 25 cm (většinou mají v průměru 1–3 centimetry, ve vzácných případech mohou dorůst až 10–20 centimetrů). Zejména hlouběji uložené léze mohou snáze unikat delší dobu pozornosti a vyrůstat do větších rozměrů.
Zhruba v 5 až 15 % případů se lipomy vyskytují mnohočetně. Mohou být asociovány s některým syndromy, a to zejména s následujícími:
- Bannayanův-Zonanaův syndrom
- Cowdenův syndrom
- Fröhlichův syndrom
- Proteův syndrom

Jako zcela benigní tumor má lipom příznivé chování a prosté operativní vyříznutí (excize) je ve většině případů dostačující. Pokud lipom nepůsobí obtíže, není však nutné.